# Liste der Monuments historiques in Vrocourt
Die Liste der Monuments historiques in Vrocourt führt die Monuments historiques in der französischen Gemeinde Vrocourt auf.

## Liste der Bauwerke
| Bezeichnung            | Beschreibung       | Standort | Kennzeichnung | Schutzstatus | Datum | Bild |
| ---------------------- | ------------------ | -------- | ------------- | ------------ | ----- | ---- |
| Moulin des Clos Guidon | Mühle, erbaut 1837 | (Lage)   | PA00114988    | Inscrit      | 1990  |      |

## Liste der Objekte
| Bezeichnung                                                               | Beschreibung                                       | Standort                       | Kennzeichnung | Schutzstatus | Datum | Bild |
| ------------------------------------------------------------------------- | -------------------------------------------------- | ------------------------------ | ------------- | ------------ | ----- | ---- |
| Skulpturengruppe Der heilige Martin teilt seinen Mantel mit einem Bettler | Holz, polychrom gefasst, Ende des 16. Jahrhunderts | in der Kirche St-Martin (Lage) | PM60001741    | Classé       | 1960  |      |